# Christen Brun (Maler)
Christen Johanson Brun (* 30. Mai 1828 in Bergen, Norwegen; † 15. Juli 1905 in Christiania) war ein norwegischer Historien- und Porträtmaler der Düsseldorfer Schule.

## Leben
Brun wurde als Sohn des Propstes Johan Lyder Brun (1802–1865) und dessen Ehefrau Karen Claudine Ulrikke (Ulrica), geborene Pavels (1802–1874), geboren. Nach erstem Unterricht bei dem Landschaftsmaler Hans Leganger Reusch (1800–1854) ab dem Jahr 1845 und bei dem Porträtmaler Johan Gørbitz (1782–1853) ab dem Jahr 1847 studierte er von 1848 bis 1850 an der Kunstakademie Düsseldorf Malerei. Dort war Karl Ferdinand Sohn sein wichtigster Lehrer. In den Jahren 1850/1851 war Brun Mitglied des Künstlervereins Malkasten. Nach einem Aufenthalt in Rom in den Jahren 1850 bis 1852 kehrte er nach Düsseldorf zurück. Ab 1852 war er dort Privatschüler von Otto Mengelberg. Ab 1860 wirkte Brun für ungefähr zwanzig Jahre als Zeichenlehrer an der Königlichen Zeichenschule Christiania. Harriet Backer war 1867/1868 dort seine Schülerin. Ab 1870 war er auch als technischer Konservator (Restaurator) an der Norwegischen Nationalgalerie tätig. 1876 weilte er in Modena, 1889 reiste er nach Rom, Paris und Berlin.

## Werke (Auswahl)

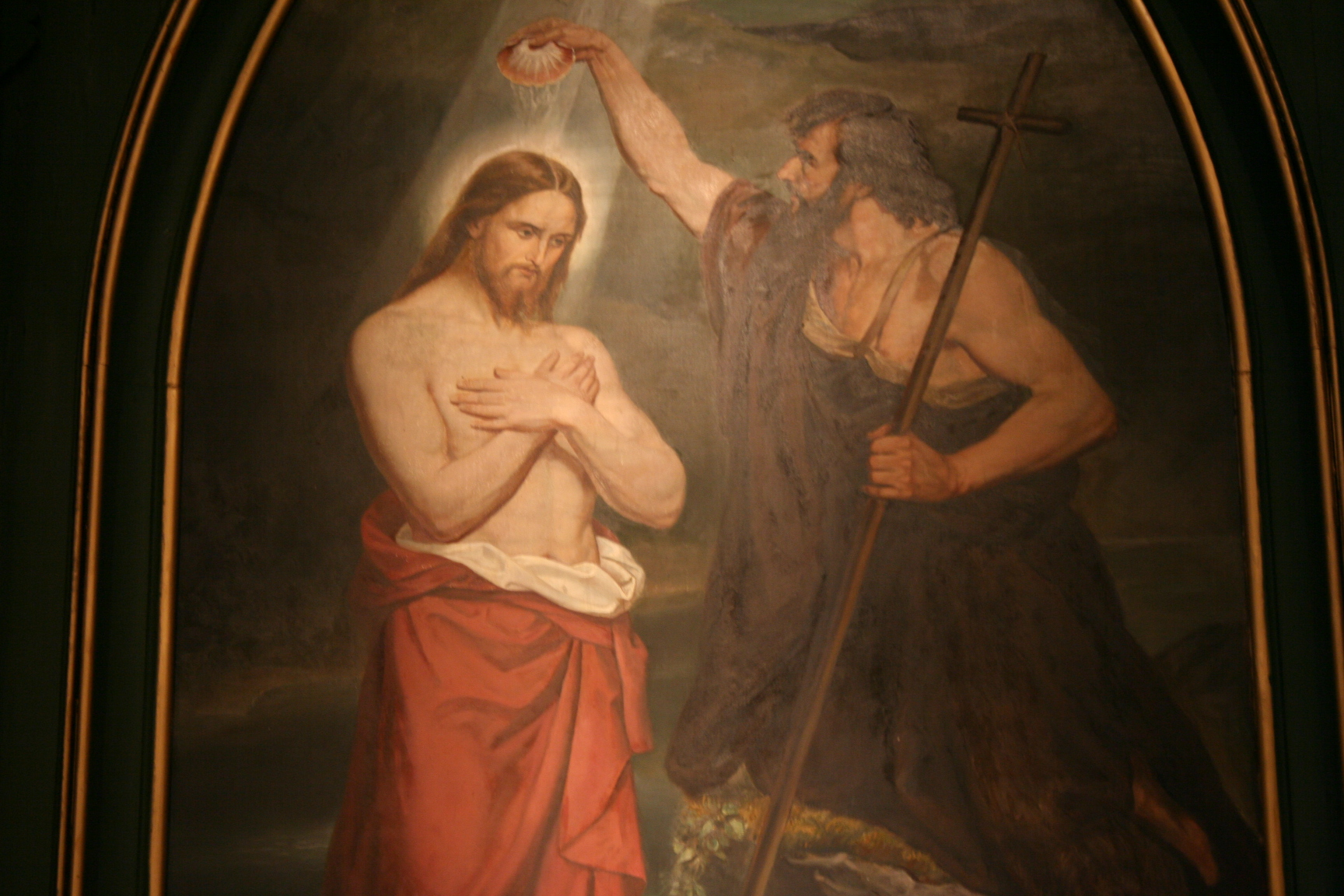
Taufe Christi

Brun schuf eine Vielzahl von Gemälden, die sich an Vorbilder anlehnen, insbesondere an religiöse Werke von Adolph Tidemand, Carl Bloch, Mengelberg, Guido Reni und Rubens. In seinem Alter malte er auch Landschaften.
- Isaak und Abraham, 1857
- Die Straßenverkäuferin (A Basket of Ribbons), 1869
- Junge türkische Frau, 1869
- Fischermädchen, 1872
- Kreuzabnahme Christi, Altarbild in der Kirche von Sagene, Oslo
- Taufe Christi, Gemälde in der Skoger kirke in Drammen, Replika nach einem Gemälde von Adolph Tidemand in der Dreifaltigkeitskirche in Oslo